# Bellottia apoda
La brótola ápoda (Bellottia apoda) es una especie de pez marino actinopterigio. Es una especie vivípara.

## Morfología
La longitud máxima descrita es de 6,5 cm, sin espinas en las aletas, la boca es larga con fuertes mandíbulas, vejiga natatoria presente pero aletas pélvicas ausentes, con varias espinas en el borde del opérculo, y la aleta caudal unida a las aletas dorsal y anal.

## Distribución y hábitat
Es una especie marina batipelágica de aguas profundas, de comportamiento demersal, que habita en un rango de profundidad entre 30 y 569 metros, donde parece que se alimenta de una mezcla de presas tanto planctónicas como bentónicas. Se distribuye por todo el mar Mediterráneo y por el este del océano Atlántico, con especímenes capturados en Portugal y Madeira.